# روسانژ
روسانژ (به فرانسوی: Russange) یک کمون در فرانسه است که در Canton of Fontoy واقع شده‌است.

## خصوصیات
روسانژ ۳٫۴۶ کیلومترمربع مساحت و ۱٬۰۶۸ نفر جمعیت دارد و ۲۶۰ متر بالاتر از سطح دریا واقع شده‌است.